# Handaragala, Bagalkot
Handaragala là một làng thuộc tehsil Bagalkot, huyện Bagalkot, bang Karnataka, Ấn Độ.